# Andrzej M. Wilk
Dr inż. Andrzej Maria Wilk (ur. 1948) – elektrotechnik, polski naukowiec, urzędnik i działacz społeczny.
Współtwórca Wyższej Szkoły Zarządzania i Przedsiębiorczości w Warszawie. Od 1983 członek Stowarzyszenia Elektryków Polskich, wiceprzewodniczący Centralnego Kolegium Sekcji Telekomunikacyjnej, następnie przewodniczący CKS Technik Informacyjnych SEP. Jeden z założycieli stowarzyszenia Internet Society Poland, w latach 2001–2004 prezes Zarządu stowarzyszenia. Pełnił funkcję podsekretarza stanu w Ministerstwie Łączności, wszedł w skład Forum ds. Społeczeństwa Informacyjnego przy Komitecie Badań Naukowych i doradcy prezesa zarządu Polkomtel S.A. Od lipca 2008 roku przez 2 lata był Prezesem Zarządu Przemysłowego Instytutu Telekomunikacji S.A.
Współautor m.in. materiałów z Konferencji Okrągłego Stołu "Polska w drodze do społeczeństwa informacyjnego 2000-2013" (ISBN 978-83-61163-40-4).